# Arcidiocesi di Embrun

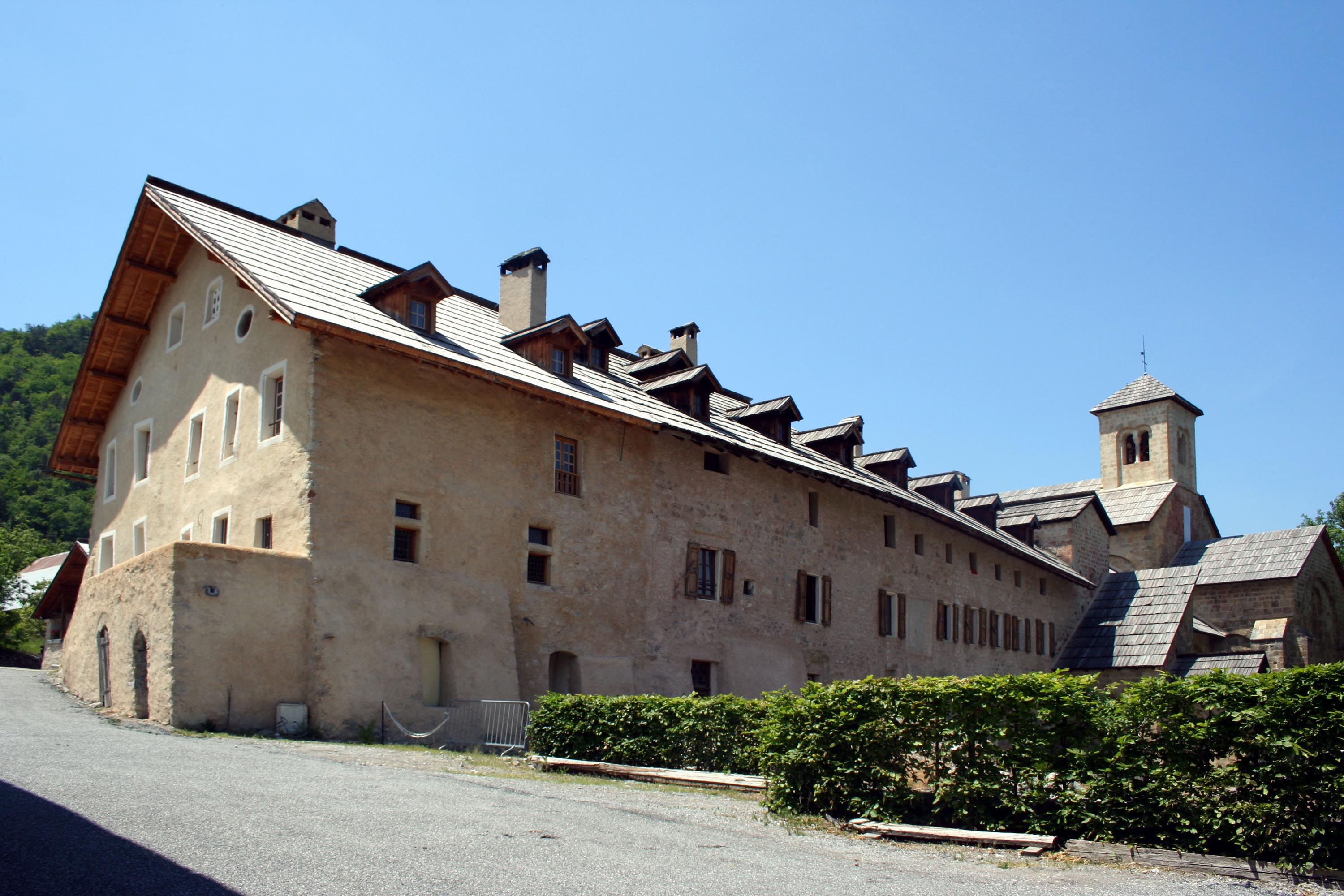
L'abbazia di Notre-Dame de Boscodon, fondata nel XII secolo.

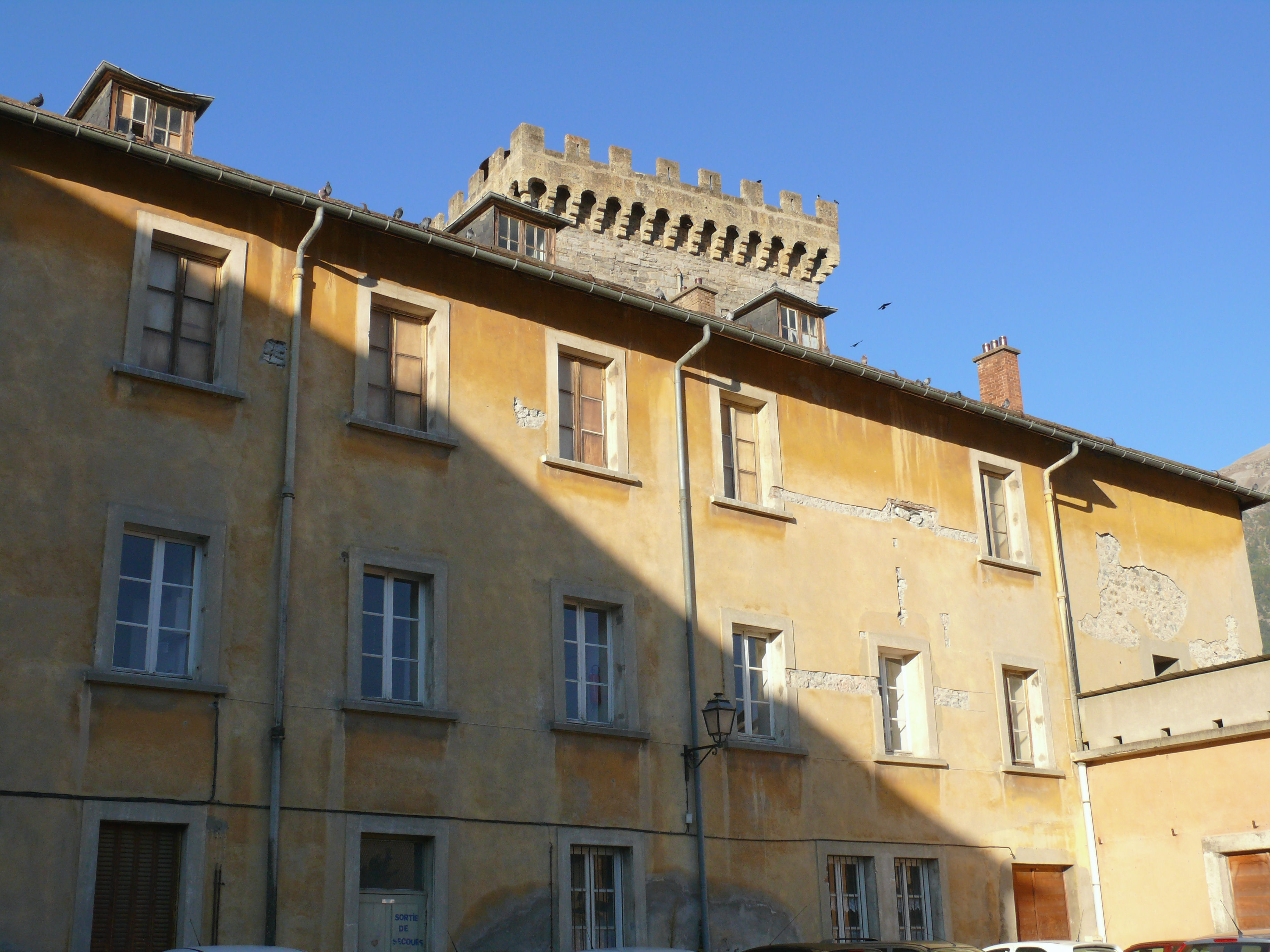
L'ex palazzo arcivescovile di Embrun.

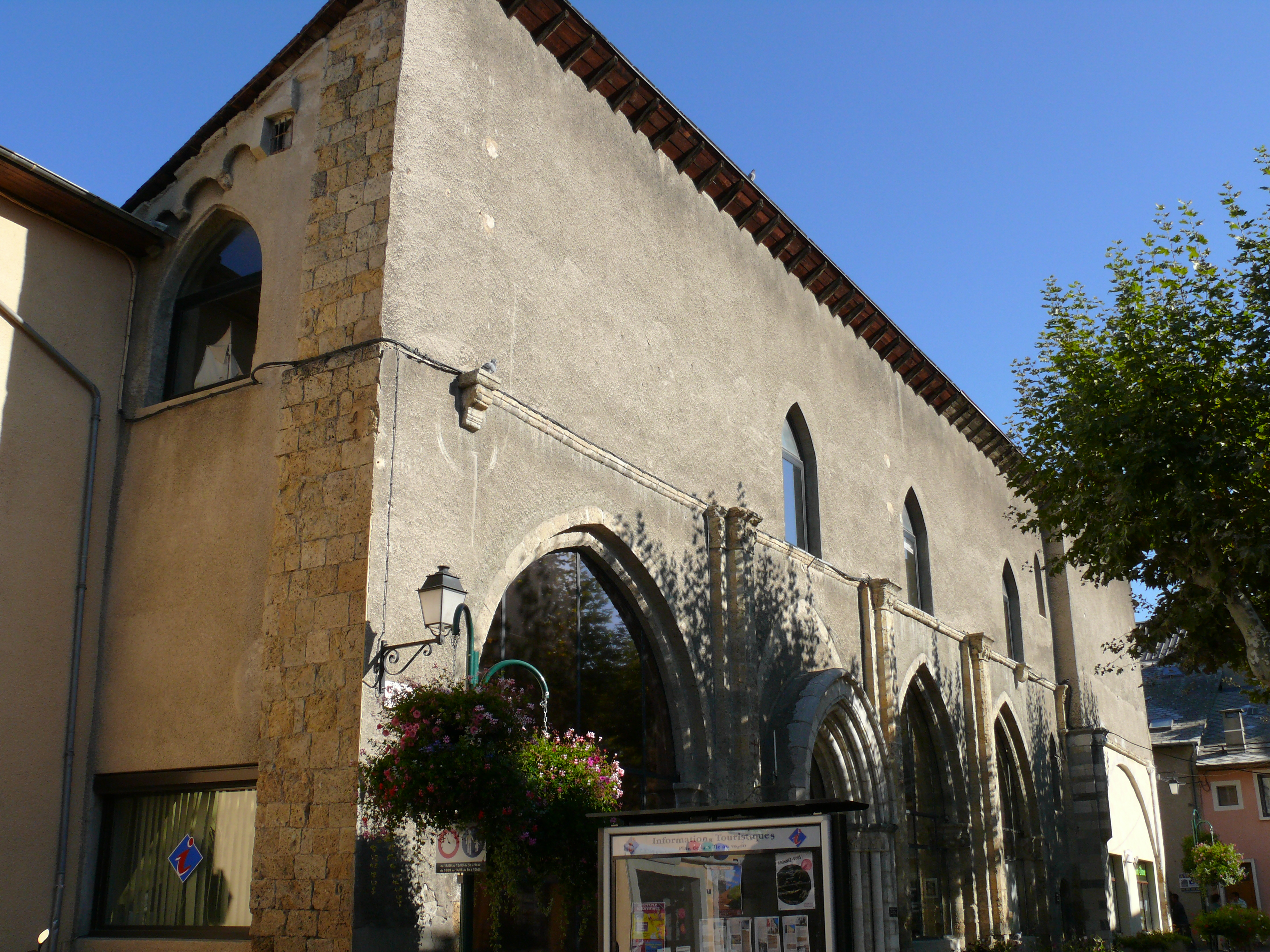
Resti dell'ex convento dei francescani di Embrun, oggi sede dell'ufficio del turismo.

L'arcidiocesi di Embrun (in latino Archidioecesis Ebredunensis) è una sede soppressa della Chiesa cattolica.

## Territorio
Sede arcivescovile era la città di Embrun, nell'odierno dipartimento delle Alte Alpi, dove fungeva da cattedrale la chiesa di Nostra Signora (Notre-Dame).
Nel 1740 l'arcidiocesi era suddivisa in 128 parrocchie.

## Provincia ecclesiastica
Secondo la Notitia Galliarum (inizio V secolo), la provincia romana delle Alpi Marittime comprendeva 8 civitates: Embrun, Digne, civitas Rigomagensium (forse Thorame), civitas Saliniensium (Castellane), Senez, Glandèves, Cimiez e Vence. È attestato che tra IV e VI secolo tutte queste città avevano un loro vescovo. All'epoca dell'organizzazione ecclesiastica carolingia (VIII secolo), due di queste città (Rigomagensium e Saliniensium) non c'erano più, e la sede di Cimiez era stata trasferita a Nizza. Nel XII secolo la diocesi di Antibes entrò a far parte della metropolia di Embrun. Per il resto, la provincia ecclesiastica rimase invariata fino alla rivoluzione francese; essa cioè comprendeva le seguenti suffraganee:
- diocesi di Digne
- diocesi di Senez
- diocesi di Glandèves
- diocesi di Nizza
- diocesi di Vence
- diocesi di Grasse

## Storia
Eburodunum era la capitale della provincia romana Alpi Marittime. La diocesi fu eretta verso la metà del IV secolo. Secondo la tradizione il territorio fu evangelizzato da san Marcellino e dai suoi compagni Vincenzo e Donnino, inviati in queste terre da Eusebio vescovo di Vercelli, che consacrò Marcellino.
La provincia romana delle Alpi Marittime ancora nel V secolo dipendeva, dal punto di vista religioso, dalla sede metropolitana di Aix, capitale della Narbonese Seconda, ed in parte anche da quella di Arles. I vescovi di Cimiez, capitale delle Alpi Marittime, non avevano mai messo in dubbio la dipendenza da Arles. Solo quando la capitale fu trasferita da Cimiez a Embrun, i vescovi, a partire da Ingenuo, iniziarono a rivendicare una loro autonomia: non è chiaro se Ingenuo ottenne da papa Ilario già nel 465, in concomitanza con il concilio romano celebrato in quell'anno, una effettiva giurisdizione sulle Alpi Marittime. Bisognerà aspettare la fine dell'VIII secolo, quando, con la riorganizzazione ecclesiastica all'epoca di Carlo Magno (794), Embrun fu elevata al rango di arcidiocesi metropolitana dell'antica provincia delle Alpi Marittime.
Nell'alto medioevo la fondazione dei monasteri contribuì alla sviluppo della vita religiosa; tra i monasteri si ricordano in particolare quello di Le Monêtier-les-Bains fondato da sant'Eldrado nell'860, e quello di Notre-Dame de Boscodon nel 1132.
Tra il 1170 ed il 1225 venne costruita la cattedrale dell'arcidiocesi, in stile romanico. Fino al XVI secolo essa aveva la denominazione di Notre-Dame-des-Rois o di Notre-Dame du Réal, per la presenza di un affresco, ritenuto miracoloso, relativo all'Adorazione dei Re Magi, che fu distrutto dai protestanti nel 1585.
La querelle giansenista che scosse l'opinione pubblica francese per oltre un secolo ebbe ripercussioni nel sinodo provinciale celebrato a Embrun nel mese di settembre del 1727 sotto la presidenza dell'arcivescovo Pierre Guérin de Tencin. Durante le sessioni, i vescovi furono chiamati a pronunciarsi sulla lettera pastorale di Jean Soanen, vescovo di Senez, pubblicata nell'agosto dell'anno precedente, nella quale il vescovo si pronunciava contro la bolla Unigenitus Dei Filius di papa Clemente XI e raccomandava la lettura delle Réflexions morales sur le Nouveau Testament di Pasquier Quesnel. Sui quindici vescovi presenti, tredici apposero la loro firma sulla condanna di Soanen e della lettera pastorale.
Il 29 novembre 1801, in seguito al concordato napoleonico, fu soppressa con la bolla Qui Christi Domini di papa Pio VII ed il suo territorio aggregato a quello di Digne.
Gli arcivescovi d'Embrun erano principi d'Embrun e conti di Beaufort e di Guillestre. Durante il periodo medievale avevano diritto di battere moneta.
Ad Embrun si tennero cinque concili (o sinodi): nel 588, nel 1267, nel 1290, nel 1582 e nel 1727.
Il 31 dicembre 2007 fu concesso ai vescovi di Gap anche il titolo di Embrun. La diocesi di Gap il 5 luglio 2022 ha poi assunto il nome di diocesi di Gap-Embrun.

## Cronotassi dei vescovi e arcivescovi
- San Marcellino † (? - 374 deceduto)
- Artemio † (menzionato nel 374)
- San Giacomo I †[6]
- Anonimo † (? - marzo 438 deceduto)
- Armentario † (? - novembre/dicembre 439 deposto)
- Ingenuo † (prima del 441 - dopo il 465)
- Catulino † (menzionato nel 517)
- Gallicano I †
- San Palladio †
- Gallicano II † (prima del 524 - dopo il 549)[7]
- Salonio † (prima del 570 - 579 deposto)
- Emerito † (menzionato nel 585)
- Lopacaro † (menzionato nel 614)
- Sant'Albino †[8]
- Eterio (o Emiterio) † (prima del 650 - dopo il 654)
  - Cramlino † (menzionato nel 677) (usurpatore)[9]
- Vualchino o Walchuno † (prima metà dell'VIII secolo)[10]
- Marcello † (prima del 791 ? - dopo il 794)
- Bernardo †[11]
- Agerico † (menzionato nell'828)
- Ariberto I † (menzionato nell'853 circa)
- Bermondo † (prima dell'874 - dopo l'876)
- Ariberto II † (menzionato nell'878)
- Ermaldo † (menzionato nell'886 o nell'887)[12]
- Arnaldo † (prima dell'890 - dopo l'899)
- San Benedetto I † (900 - circa 916 deceduto)
- San Liberale † (menzionato nel 920 circa)[13]
- Bosone † (prima del 943 - circa 960 deceduto)
- Amedeo ? †
- Ponzio ? †
- Sant'Ismidio (o Amedeo) † (prima del 1007 circa - dopo il 1010)
- Radone † (prima del 1016 - dopo il 1027)
- Hismidon † (prima del 1040 - dopo il 1044)
- Vivemno ? † (prima del 1049)
- Guinervinaire † (prima del 1050 ? - 1054)
- Hugues † (1054 - 1055 deposto)[14]
- Viminien o Guinamand † (1055 - 1066)[15]
- Guillaume I † (1066 - 1077)
- Pierre I † (1077)[16]
- Lantelme † (circa 1080 - dopo il 1084)
- Benedetto II † (prima del 1105 - dopo il 1118)
- Guillaume II † (circa 1120 - 1134 o 1135 deceduto)
- Guglielmo III di Benevento † (1135 - 7 dicembre circa 1169 deceduto)
- Raimond I † (9 gennaio 1170 - 1176 deceduto)
- Pietro di Roma † (circa 1177 - 1189)
- Guglielmo IV di Benevento † (circa 1189 - circa 1208 dimesso o deceduto)
- Raimond Sédu † (1208 - 1212)
- Bernard Chabert † (ottobre 1212 - circa 1235 deceduto)
- Aimar de Bernin o Pierre de Arenis † (1236 - 23 maggio 1245 deceduto)
- Humbert † (17 giugno 1245 - 1250 deceduto)
- Enrico da Susa † (1250 - 22 maggio 1262 nominato cardinale vescovo di Ostia e Velletri)
- Jacques Sérène † (8 febbraio 1263 - 1286 deceduto)
  - Melchior ? † (1267 - 1275)
- Guillaume V † (4 agosto 1286 - 1289 deceduto)
- Raimond de Médullion, O.P. † (4 ottobre 1289 - 28 giugno 1294 deceduto)
- Guillaume de Mandagout † (28 marzo 1295 - 26 maggio 1311 nominato arcivescovo di Aix)
- Jean du Puy, O.P. † (26 maggio 1311 - settembre 1317 deceduto)
- Raimond Robaud † (12 o 18 settembre 1319 - 1323 deceduto)
- Bertrando di Deux † (26 agosto 1323 - 1338 dimesso)
- Pasteur de Sarrats, O.F.M. † (27 gennaio 1339 - 17 dicembre 1350 dimesso)
- Guillaume de Bordes † (4 luglio 1351 - 1361 deceduto)
- Raimond de Salg † (18 giugno 1361 - 10 gennaio 1364 nominato vescovo di Agen)
- Bertrand de Castelnau † (8 gennaio 1364 - 5 settembre 1365 nominato vescovo di Viviers)
- Pierre Amiehl de Brénac, O.S.B. † (5 settembre 1365 - 18 dicembre 1378 dimesso)
- Michel Etienne † (20 maggio 1379 - 1º maggio 1427 deceduto)
- Jacques Gélu † (30 luglio 1427 - 7 settembre 1432 deceduto)
- Jean Girard † (20 ottobre 1434 - 17 gennaio 1457 deceduto)
- Jean Baile † (28 febbraio 1458 - settembre 1494 deceduto)
- Rostaing d'Ancezune † (26 novembre 1494 - 27 luglio 1510 deceduto)
  - Niccolò Fieschi † (12 ottobre 1510 - 5 luglio 1518 dimesso) (amministratore apostolico)
- Giulio de' Medici † (5 luglio 1518 - 30 luglio 1518 dimesso, poi eletto papa con il nome di Clemente VII)
- François de Tournon, C.R.S.A. † (30 luglio 1518 - 8 gennaio 1526 nominato arcivescovo di Bourges)
- Antoine de Lévis de Château-Morand † (8 gennaio 1526 - 9 gennaio 1548 nominato vescovo di Saint-Flour)
- Balthasar de Jarente † (9 gennaio 1548 - 27 giugno 1555 deceduto)
- Claude de Laval de Bois-Dauphin † (1555 - 1555 deceduto)[17]
- Robert de Lénoncourt † (23 marzo 1556 - 7 febbraio 1560 dimesso)
- Guillaume d'Avançon de Saint-Marcel † (7 febbraio 1560 - luglio 1600 deceduto)
- Honoré du Laurens † (24 gennaio 1601 - 24 gennaio 1612 deceduto)
- Guillaume d'Hugues, O.F.M.Conv. † (3 settembre 1612 - 27 ottobre 1648 deceduto)
- Georges d'Aubusson de la Feuillade (21 giugno 1649 - 3 giugno 1669 nominato vescovo di Metz)
- Charles Brûlart de Genlis † (15 luglio 1669 - 3 novembre 1714 deceduto)
- François-Elie de Voyer de Paulmy d'Argenson † (16 dicembre 1715 - 6 maggio 1720 nominato arcivescovo di Bordeaux)
- Jean-François-Gabriel de Hénin-Liétard † (27 maggio 1720 - 26 aprile 1724 deceduto)
- Pierre Guérin de Tencin † (12 giugno 1724 - 11 novembre 1740 nominato arcivescovo di Lione)
- Bernardin-François Fouquet † (5 dicembre 1740 - 25 maggio 1767 dimesso)
- Pierre-Louis de Leyssi † (15 giugno 1767 - 26 agosto 1801 deceduto)